# Parafia św. Brata Alberta Chmielowskiego w Brniu
Parafia Św. Brata Alberta Chmielowskiego w Brniu – parafia rzymskokatolicka, znajdująca się w diecezji tarnowskiej, w dekanacie Tarnów Północ. Parafia została erygowana 24 września 2023.

## Historia
Początkowo miejscowość Breń należała do parafii Matki Bożej Różańcowej w Lisiej Górze (co najmniej od 1665). W latach 1983–1988 w miejscowości został wybudowany kościół dojazdowy należący nadal do parafii lisiogórskiej. Kamień węgielny w nową świątynię poświęcił i wmurował bp Piotr Bednarczyk 22 lipca 1984 r. Ten sam biskup poświęcił i konsekrował świątynię 29 maja 1988 r. 
W 2011 został powołany rektorat samodzielny pw. św. Brata Alberta. Nowy rektorat objął swoim zasięgiem całą miejscowość Breń i część wioski Brnik.
24 września 2023 bp tarnowski Andrzej Jeż erygował parafię pw. św. Brata Alberta (przekształcił rektorat na parafię). Nowa parafia ma takie same granice jak wcześniej rektorat (Breń w granicach administracyjnych oraz część wsi Brnik). Odpust parafialny został wyznaczony na niedzielę przed lub po 17 czerwca kiedy przypada wspomnienie liturgiczne patrona parafii - św. Brata Alberta Chmielowskiego.

## Proboszczowie, rektorzy
- ks. Czesław Mazur - od 16.06.2011 - pierwszy rektor, od 24.09.2023 - pierwszy proboszcz[4][6]